# Blindenschriftübersetzungsprogramm
Als Blindenschriftübersetzungsprogramm bezeichnet man Software, die in der Lage ist, zwischen einer Blindenschrift (meist einer Brailleschrift) und anderen Schriftsystemen zu übersetzen.
Während die Übersetzung in die Blindenschrift die größere Bedeutung hat, gibt es auch die Übersetzung von Brailleschrift in Schwarzschrift, wie die Schrift der Sehenden in diesem Kontext genannt wird.

## Geschichte
1955–1957 schuf John Cleave im Rahmen seiner Dissertation am Londoner Birkbeck College die Möglichkeit einer automatischen Wandlung von Texten in Punktschrift (Blindenschrift). Der Text musste auf Band vorliegen, da zu dieser Zeit die automatische Texterkennung noch nicht fortgeschritten genug war.
Mathematiker des Unternehmens IBM griffen 1959 die Ergebnisse auf und implementierten auf einem IBM 704 für das American Printing House for the Blind (APH) die Möglichkeit der automatischen Punktschriftübersetzung. Das Programm wurde ausschließlich vom APH verwendet um Punzierplatten zu produzieren. Dieser erste Einsatz computergestützten Punzierens ist als Pionierleistung anzusehen. Um Bücher zu speichern wurden Magnetbänder genutzt.
1970 kam das Punktschriftübersetzungsprogramm DOTSYS III auf den Markt, das auf verschiedene Computersysteme portierbar war. Das Programm war Public Domain und konnte daher für verschiedene spätere Programme die Grundlage bilden, u. a. für das Programm, das das Royal National Institute for the Blind in London unter dem Namen DOTSYS (später ITS) weiterentwickelte, das Programm Braillemaster von IBM und der Duxbury Braille Translator. Die ersten Nutzer waren gemeinsam mit Sehenden beschulte Blinde in Atlanta (Georgia).
Das erste für einen breiteren Markt entwickelte Blindenschriftübersetzungsprogramm, der Duxbury Braille Translator kam 1976 auf den Markt.
An einer automatischen Übersetzung in die deutsche Blindenkurzschrift arbeitete man seit Anfang der 1970er Jahre. Ende der 1980er Jahre kam dann das Programm Hagener Braille-Software-System (HBS) auf den Markt, das heute in deutschen Punktschriftdruckereien vorwiegend genutzt wird.
Das Windows-Programm RTFC beherrscht die Übersetzung in Punktschrift (auch Teilkurzschrift) ab der Version 5.1, die 2001 erschien. Die Rückübersetzung, d. h. die Übersetzung von Punktschrift in Schwarzschrift, kam bei RTFC 2007, der E-Buch-Standard 2008 und DAISY 2009 hinzu.
Heute gibt es neben den lokalen auch webbasierte Möglichkeiten der Punktschriftübertragung (RoboBraille).